# The Invincible Iron Man
The Invincible Iron Man is een direct-naar-dvd-animatiefilm gebaseerd op Marvel Comics-superheld Iron Man. De film werd officieel uitgebracht op 23 januari 2007 en is de derde film van Marvel die direct op dvd uitkwam.
De Iron Man in de film is dezelfde als in de films Ultimate Avengers en Ultimate Avengers 2. Het verhaal speelt zich af voor deze twee films.

## Verhaal
De film onthult de oorsprong van Iron Man, maar deze is hier duidelijk anders dan in de strips. Terwijl hij bezig is met de opgravingen van de restanten van een oud Chinees koninkrijk, vindt miljonair Tony Stark meer dan hem lief is. Hij laat per ongeluk de oude voorspelling dat de Mandarin, China's keizer uit China's gewelddadigste en duisterste dynastie, terug zal keren, uitkomen. Om deze vijand te verslaan, maakt Tony een pak voor zichzelf met high-techwapens en allerlei snufjes. Vastberaden om het kwaad dat hij zelf heeft losgelaten te stoppen, wordt hij zijn grootste uitvinding ooit: Iron Man.
In de film moet Iron Man onder andere de vier hoeken van de wereld opzoeken om de helpers van de Mandarin, de Elementals, te bevechten.

## Stemacteurs
| Acteur            | Personage               |
| ----------------- | ----------------------- |
| Marc Worden       | Tony Stark / Iron Man   |
| Rodney Saulsberry | Jim "Rhodey" Rhodes     |
| Fred Tatasciore   | Mandarin                |
| Gwendoline Yeo    | Li Mei                  |
| Elisa Gabrielli   | Virginia "Pepper" Potts |
| John McCook       | Howard Stark            |
| James Sie         | Wong Chu                |
| Stephen Mendillo  | Boyer                   |
| John DeMita       | Agent Drake             |

## Trivia
- Marc Worden is dezelfde stemacteur die de stem van Iron Man in de twee Ultimate Avengers-films deed.
- Tussen de harnassen in Tony's schuilplaats zitten onder andere het harnas van War Machine en de Ultimate Marvel-versie van Iron Man.
- In de hele film wordt de term Iron Man niet gebruikt als referentie naar Tony's alter ego.